# دروازه منطقی
در الکترونیک دیجیتال، دروازهٔ منطقی یا گِیت منطقی (به انگلیسی: Logic gate)، روی یک یا دو ورودیِ منطقی، عملیات منطقی انجام می‌دهد و یک خروجی منطقی تولید می‌کند. اساس عملکرد آن بر منطق بولی استوار است، که بر تمام مدارهای دیجیتال حاکم است. گیت‌های منطقی عمدتاً از ادوات الکترونیکی مانند ترانزیستورها تشکیل می‌شوند، ولی ممکن است از قطعات الکترومغناطیسی مانند رله‌ها، قطعات نوری یا حتی مکانیکی ساخته شوند. عملیات گیت‌های منطقی از مبنای دودویی با اعداد باینری پیروی می‌کنند.

## سطوح منطقی
یک ورودی یا خروجی منطقی بولی فقط یکی از دو حالت منطقی را قبول می‌کند. این دو حالت در هر مبحث نام خاص خود را دارند از جمله: خاموش/روشن، بالا/پایین، یک/صفر، درست/غلط، مثبت/منفی، مثبت/زمین، مدار باز/مدار بسته، و YES/NO.

## گیت‌های منطقی
یک گیت منطقی روی یک یا دو ورودی منطقی عملیات منطقی انجام می‌دهد و یک خروجی منطقی تولید می‌کند. به دلیل اینکه خروجی هر گیت یکی از سطوح منطقی است پس می‌توان آن خروجی را به ورودی گیت (های) دیگر متصل نمود. نمی‌توان دو خروجی را با هم به یک ورودی متصل نمود زیرا در این صورت سطوح ولتاژی به وجود خواهد آمد که خارج از محدوده منطقی خواهد بود.
در الکترونیک دیجیتال، هر سطح ولتاژ نماینده یک حالت منطقی معین است. هر گیتی برای تولید ولتاژ مناسب به منبع تغذیه نیاز دارد. در بلوک دیاگرام مدارهای منطقی، منبع تغذیه نمایش داده نمی‌شود، ولی در شماتیک کامل اتصالات منبع ضروری است.

### گیت‌های منطقی
| ورودی | ورودی | خروجی   |
| B     | A     | A AND B |
| ۰     | ۰     | ۰       |
| ۰     | ۱     | ۰       |
| ۱     | ۰     | ۰       |
| ۱     | ۱     | ۱       |

| ورودی | ورودی | خروجی  |
| B     | A     | A OR B |
| ۰     | ۰     | ۰      |
| ۰     | ۱     | ۱      |
| ۱     | ۰     | ۱      |
| ۱     | ۱     | ۱      |

| ورودی | خروجی |
| A     | NOT A |
| ۱     | ۰     |
| ۰     | ۱     |

| ورودی | ورودی | خروجی    |
| B     | A     | A NAND B |
| ۰     | ۰     | ۱        |
| ۰     | ۱     | ۱        |
| ۱     | ۰     | ۱        |
| ۱     | ۱     | ۰        |

| ورودی | ورودی | خروجی   |
| B     | A     | A NOR B |
| ۰     | ۰     | ۱       |
| ۰     | ۱     | ۰       |
| ۱     | ۰     | ۰       |
| ۱     | ۱     | ۰       |

| ورودی | ورودی | خروجی   |
| B     | A     | A XOR B |
| ۰     | ۰     | ۰       |
| ۰     | ۱     | ۱       |
| ۱     | ۰     | ۱       |
| ۱     | ۱     | ۰       |

| ورودی | ورودی | خروجی    |
| B     | A     | A XNOR B |
| ۰     | ۰     | ۱        |
| ۰     | ۱     | ۰        |
| ۱     | ۰     | ۰        |
| ۱     | ۱     | ۱        |

## تاریخچه توسعه
دستگاه اعداد دودویی توسط گوتفرید لایبنیتس که تحت تأثیر سیستم دودویی کهن ئی چینگ بود، تصحیح شد. لایبنیتس مقرر کرد که استفاده از سیستم دودویی اصول حساب و منطق را ترکیب می‌کند.
در نامه‌ای در سال ۱۸۸۶ چارلز سندرز پیرس تشریح کرد که عملیات‌های منطقی می‌توانند توسط مدارهای راه گزین الکتریکی انجام شوند. سرانجام لامپ خلأ جایگزین رله‌ها برای انجام عملیات‌های منطقی شدند. تغییر لامپ خلأ توسط لی دفارست در سال ۱۹۰۷ امکان استفاده آن به صورت یک دروازه منطقی فراهم کرد. لودویگ ویتگنشتاین گونه‌ای از جدول ۱۶ ردیفه را به عنوان قضیه ۵٫۱۰۱ کتاب رساله منطقی-فلسفی معرفی کرد. والتر بوث در سال ۱۹۵۴ بخشی از نوبل فیزیک را برای اولین دروازه و (به انگلیسی: And Gate) مدرن الکتریکی گرفت. کنراد تسوزه دروازه‌های منطقی الکترومکانیکی برای کامپیوتر خود Z1 طراحی و ساخت.
از سال ۱۹۳۴–۱۹۳۶ آکیرا ناکاشیما مهندس ان‌ای‌سی در یک سری از مقالات نظریه مدار کلیدزنی را معرفی کرد که نشان می‌داد جبر بولی می‌تواند عملیات مدارهای راه گزین را شرح دهد. به کارهای او بعداً توسط کلود شانون که استفاده جبر بولی در بررسی و طراحی مدارهای راه گزین به دقت شرح داد، اشاره شد. استفاده از این ویژگی کلیدهای الکتریکی در پیاده‌سازی منطق مفهوم اساسی است که زیربنای تمام کامپیوترهای الکتریکی دیجیتال است. نظریه مدارهای راه گزین همین‌طور که در حین و بعد از جنگ جهانی دوم در جامعه مهندسین برق شناخته می‌شد، به پایه و اساس طراحی مدارهای دیجیتالی تبدیل شد.
در سال ۱۹۵۹، منطق نیمه رسانای اکسید فلز که نشات گرفته از ماسفت است که توسط محمد محمد عطاالله و داوون کانگ در آزمایشگاه‌های بل اختراع شد. آنها در ابتدا منطق‌های پی-ماس و ان-ماس شرح دادند، که هر دو نوع منطق بعداً توسط چی-تانگ ساه و فرانک وانلاس در منطق سیماس ترکیب شدند.

## ساختار داخلی
گیت‌های منطقی محاسبات را با عملیات با قطع و وصل ولتاژ الکتریکی انجام می‌دهند. یکی از کاربردهای ترانزیستور عملیات قطع و وصل است. به همین دلیل ساختار داخلی گیت‌های منطقی معمولاً از دو یا چند ترانزیستور است.
از آی‌سی‌های پرکاربرد مورد استفاده در این نوع از مدارها آی‌سی خانواده 74xx است.